# エキシマレーザー
エキシマレーザー（Excimer Laser）とは貴ガスやハロゲンなどの混合ガスを用いてレーザー光を発生させる装置である。元々は工業用として利用されていたが、最近ではレーシックなどの視力矯正手術においても利用されている。

## 概要
貴ガスはアルゴン、クリプトン、キセノンが、ハロゲンはフッ素、塩素が一般に使用される。混合ガス中でのパルス放電によって生成する励起状態貴ガス原子とハロゲン原子によって形成されるエキシマからの放射光によってパルス発振する。
代表的なエキシマレーザーの発振波長は以下のとおりである。
- ArF - 193 nm
- KrF - 248 nm
- XeCl - 308 nm
- XeF - 351 nm

## 工業用
工業用の用途としては機械加工や半導体製造におけるフォトリソグラフィがある。また薄膜作製方法のひとつであるPLD法にも一般的に用いられている。

## 眼科用
視力矯正手術（屈折矯正手術）において、エキシマレーザー光は波長が短いため角膜の一部分を必要なだけ正確に除去することが可能である。レーザーといっても熱を発するものではなく、衝撃波がないため熱に弱い角膜組織に悪影響を与えることがない。したがってエキシマレーザーを使ったレーシック手術は痛みをほとんど伴わず、視力回復が早いという特徴がある。アメリカでは1995年にFDA（米国食品医薬品局）によって、日本では2000年1月に厚生省（現・厚生労働省）によってその使用が認可されている。また、エキシマレーザーに発癌性のないことが確認されている。